# العلاقات السودانية الكولومبية
العلاقات السودانية الكولومبية هي العلاقات الثنائية التي تجمع بين السودان وكولومبيا.

## مقارنة بين البلدين
هذه مقارنة عامة ومرجعية للدولتين:
| وجه المقارنة                                              | السودان                     | كولومبيا        |
| --------------------------------------------------------- | --------------------------- | --------------- |
| المساحة (كم2)                                             | 1.89 مليون                  | 1.14 مليون      |
| عدد السكان (نسمة)                                         | 40.53 مليون                 | 49.07 مليون     |
| الكثافة السكانية (ن./كم²)                                 | 21.44                       | 43.04           |
| العاصمة                                                   | الخرطوم                     | بوغوتا          |
| اللغة الرسمية                                             | اللغة العربية، لغة إنجليزية | اللغة الإسبانية |
| العملة                                                    | جنيه سوداني                 | بيزو كولومبي    |
| الناتج المحلي الإجمالي (بليون دولار)                      | 117.49 مليار                | 309.19 مليار    |
| الناتج المحلي الإجمالي (تعادل القوة الشرائية) بليون دولار | 176.55 مليار                | 724.96 مليار    |
| الناتج المحلي الإجمالي الاسمي للفرد دولار أمريكي          | 2.41 ألف                    | 7.60 ألف        |
| الناتج المحلي الإجمالي للفرد دولار أمريكي                 | 4.07 ألف                    | 13.36 ألف       |
| مؤشر التنمية البشرية                                      | 0.479                       | 0.720           |
| رمز المكالمات الدولي                                      | +249                        | +57             |
| رمز الإنترنت                                              | سودان                       | .co             |
| المنطقة الزمنية                                           | ت ع م+03:00، ت ع م+02:00    | 00              |

## منظمات دولية مشتركة
يشترك البلدان في عضوية مجموعة من المنظمات الدولية، منها:
| علم المنظمة | اسم المنظمة                               | تاريخ انضمام السودان | تاريخ انضمام كولومبيا |
| ----------- | ----------------------------------------- | -------------------- | --------------------- |
|             | الاتحاد البريدي العالمي                   | ?                    | ?                     |
|             | يونسكو                                    | 26 نوفمبر 1956       | 31 أكتوبر 1947        |
|             | البنك الدولي للإنشاء والتعمير             | 5 سبتمبر 1957        | 24 ديسمبر 1946        |
|             | وكالة ضمان الاستثمار متعدد الأطراف        | 7 نوفمبر 1991        | 30 نوفمبر 1995        |
|             | الاتحاد الدولي للاتصالات                  | 23 أكتوبر 1957       | 25 أغسطس 1914         |
|             | منظمة الشرطة الجنائية الدولية             | ?                    | ?                     |
|             | مؤسسة التمويل الدولية                     | 21 أكتوبر 1960       | 20 يوليو 1956         |
|             | الأمم المتحدة                             | 12 نوفمبر 1956       | 5 نوفمبر 1945         |
|             | مؤسسة التنمية الدولية                     | 24 سبتمبر 1960       | 16 يونيو 1961         |
|             | الفريق المعني برصد الأرض                  | ?                    | ?                     |
|             | منظمة حظر الأسلحة الكيميائية              | ?                    | ?                     |
|             | المركز الدولي لتسوية المنازعات الاستشارية | 9 مايو 1973          | 14 أغسطس 1997         |

## وصلات خارجية
- موقع وزارة الخارجية السودانية